# Recensement du Canada de 2011
Le Recensement du Canada de 2011 est le dénombrement de la population et des exploitations agricoles, de même que certaines de leurs caractéristiques, mené par Statistique Canada sur l’ensemble du territoire canadien au 10 mai 2011. Cette 15e édition du recensement canadien suit celle de 2006, le recensement étant tenu à tous les cinq ans, en vertu de la loi. La population totale du pays s’élève à 33 476 688 habitants au 10 mai 2011.

## Méthodologie

### Changements méthodologiques

#### Non-obligation de répondre au questionnaire sur les caractéristiques socioéconomiques
L’édition 2011 du recensement canadien donne lieu à un changement méthodologique majeur, le recensement de la population prenant la forme d’un questionnaire visant le dénombrement et les principales caractéristiques démographiques, à remplir par tous les Canadiens, alors que les variables socioéconomiques détaillées font l’objet d’un questionnaire dans le cadre de la nouvelle Enquête nationale sur les ménages, auquel les répondants sélectionnés peuvent répondre ou non à leur choix. Le premier questionnaire, auparavant désigné comme « 2A » et communément appelé « questionnaire court », comporte peu de questions alors que le second, auparavant désigné comme « 2B » et appelé « questionnaire long » dans le langage courant, compte une multitude de questions. Aux éditions précédentes, le recensement comporte ces deux questionnaires : le premier pour le dénombrement et les principales caractéristiques démographiques, s’adresse à tous les Canadiens, alors que le deuxième pour la caractérisation socioéconomique de la population, est administré de manière obligatoire à un échantillon aléatoire représentant 20 % de la population totale. Le changement principal, et unique dans l’histoire canadienne, porte donc sur la méthode d’administration entourant le questionnaire sur les caractéristiques socioéconomiques, la différence portant sur la possibilité de choix ou non d’y répondre. Ce changement fait l’objet d’une controverse intense.
Le changement est initié par le gouvernement Harper, voulant respecter la vie privée des citoyens tout en déplorant que le refus de répondre à ce questionnaire soit passible d’une peine d’emprisonnement. Les peines maximales sont un emprisonnement de trois mois ou une amende d’au plus 500 $. Toutefois, aucun citoyen n’a jamais été emprisonné parce qu’il n’avait pas répondu au questionnaire du recensement portant sur les caractéristiques socioéconomiques et un petit nombre de personnes se sont vu imposer des amendes .
Les différents questionnaires utilisés lors du recensement de 2011 sont les formulaires 2A, portant sur la population servant à dénombrer tous les logements, les privés, 2C servant à dénombrer les fonctionnaires fédéraux, 3A pour dénombrer les résidents habituels qui souhaitent être dénombrés individuellement ou pour dénombrer les résidents habituels et le personnel résident dans un logement collectif, et 6 sur l'agriculture.

#### Ajout au questionnaire sur le dénombrement
La première version du questionnaire 2A visant le dénombrement et les caractéristiques démographiques, émise le 17 juin 2010, reprend les huit mêmes questions que lors du recensement de 2006. Deux questions portant sur la langue maternelle et la langue d’usage à la maison sont ajoutées dans la forme finale du 12 août 2010. Ce changement est apporté à la suite d’une poursuite de la Fédération des communautés francophones et acadienne du Canada.

### Problèmes de collecte et de représentativité
Au recensement de 2011, 31 collectivités amérindiennes ont été partiellement dénombrées, soit 14 parce que le conseil de bande n’a pas accordé la permission d'entrer sur son territoire (contre 18 en 2006), et 13 en raison de feux de forêt dans le Nord de l'Ontario lors de la tenue du recensement.

### Indicateurs statistiques
Le taux global de réponse au recensement canadien 2011 (excluant l’enquête auprès des ménages) est de 97,1 % des logements privés et logements collectifs occupés pour l’ensemble du Canada, avec un maximum de 97,7 % à l’Île-du-Prince-Édouard et un minimum de 91,4 % au Nunavut. Les taux sont de 97,3 % en Ontario et de 97,2 % au Québec.

## Principaux résultats

### Population des provinces, territoires et régions métropolitaines
Lors du recensement de 2011, la population dénombrée du Canada est de 33 476 688 habitants.
| Rang | Province ou territoire    | Population 2011 | Population 2006 | Variation 2006-2011 (%) |
| ---- | ------------------------- | --------------- | --------------- | ----------------------- |
| 1    | Ontario                   | 12 851 821      | 12 160 282      | 5,7 %                   |
| 2    | Québec                    | 7 903 001       | 7 651 531       | 4,7 %                   |
| 3    | Colombie-Britannique      | 4 400 057       | 4 113 487       | 7,0 %                   |
| 4    | Alberta                   | 3 645 257       | 3 290 350       | 10,8 %                  |
| 5    | Manitoba                  | 1 208 268       | 1 148 401       | 5,2 %                   |
| 6    | Saskatchewan              | 1 033 381       | 968 157         | 6,7 %                   |
| 7    | Nouvelle-Écosse           | 921 727         | 913 462         | 0,9 %                   |
| 8    | Nouveau-Brunswick         | 751 171         | 729 997         | 2,9 %                   |
| 9    | Terre-Neuve-et-Labrador   | 514 536         | 505 469         | 1,8 %                   |
| 10   | Île-du-Prince-Édouard     | 140 204         | 135 851         | 3,2 %                   |
| 11   | Territoires du Nord-Ouest | 41 462          | 41 464          | 0,0 %                   |
| 12   | Yukon                     | 33 897          | 30 372          | 11,6 %                  |
| 13   | Nunavut                   | 31 906          | 29 474          | 8,3 %                   |
|      | Canada                    | 33 476 688      | 32 623 490      | 5,9 %                   |

## Utilisation des données
Suivant la Loi sur la révision des limites des circonscriptions électorales du Canada, le territoire des circonscriptions électorales fédérales doivent être révisées tous les dix ans. Les résultats du recensement de 2011 sont donc utilisées pour la confection de la nouvelle carte électorale fédérale adoptée en 2013.